# Championnat d'Amérique du Sud de rugby à XV 1967
Navigation
Championnat 1964 Championnat 1969
Le Championnat d'Amérique du Sud de rugby à XV 1967 est une compétition de rugby à XV organisée par la Confederación sudamericana de rugby. La 5e édition se déroule du 24 septembre au 30 septembre 1967 et est remportée par l'équipe d'Argentine.

## Équipes participantes
- Argentine
- Chili
- Uruguay

## Format
L'Argentine, le Chili et l'Uruguay disputent des matchs sous la forme d'un tournoi. Le premier est déclaré vainqueur.

## Classement
| Rang | Nation        | J | V | N | D | Pm | Pe | Diff | Pts |
| ---- | ------------- | - | - | - | - | -- | -- | ---- | --- |
| 1    | Argentine (T) | 2 | 2 | 0 | 0 | 56 | 6  | +50  | 4   |
| 2    | Chili         | 2 | 1 | 0 | 1 | 16 | 29 | -13  | 2   |
| 3    | Uruguay       | 2 | 0 | 0 | 2 | 17 | 54 | -37  | 0   |

|  | Vainqueur (no 1).        |
|  | T : Tenant du titre 1964 |

## Résultats
| 24 septembre 1967 | Chili | 16 – 11 | Uruguay | Buenos Aires |
| 24 septembre 1967 |       |         |         | Buenos Aires |
| 24 septembre 1967 |       |         |         | Buenos Aires |

| 27 septembre 1967 | Argentine | 38 – 6 | Uruguay | Buenos Aires |
| 27 septembre 1967 |           |        |         | Buenos Aires |
| 27 septembre 1967 |           |        |         | Buenos Aires |

| 30 septembre 1967 | Argentine | 18 – 0 | Chili | Buenos Aires |
| 30 septembre 1967 |           |        |       | Buenos Aires |
| 30 septembre 1967 |           |        |       | Buenos Aires |